# Hypoestes chlorotricha
Hypoestes chlorotricha är en akantusväxtart som först beskrevs av Boj. och Christian Gottfried Daniel Nees von Esenbeck, och fick sitt nu gällande namn av Raymond Benoist. Hypoestes chlorotricha ingår i släktet Hypoestes och familjen akantusväxter. Utöver nominatformen finns också underarten H. c. elongata.